# Antonio Munguía
Antonio Munguía Flores (Mexikóváros, 1942. június 27. – 2018. január 8.) válogatott mexikói labdarúgó. Beceneve El Negro, azaz „a fekete”.

## Pályafutása
1962 és 1966 között a Club Necaxa, 1966 és 1972 között a Cruz Azul labdarúgója volt. Az 1968–69-es szezonban ő lőtte azt a gólt, amellyel csapata legyőzte a Leónt, ezzel pedig úgy biztosította be bajnoki címét, hogy még két forduló hátravolt a bajnokságból. Az 1972–1973-as szezont a Tolucában töltötte. 1965 és 1971 között 43 alkalommal szerepelt a mexikói válogatottban. Részt vett az 1970-es világbajnokságon.

## Sikerei, díjai
Cruz Azul
- Mexikói bajnokság
  - bajnok: 1968–69, México ’70,  1971–72
- Mexikói kupa
  - győztes: 1969
- CONCACAF-bajnokok kupája
  - győztes: 1969, 1970, 1971